# Chrigel Glanzmann
Cristian «Chrigel» Glanzmann (nacido como Christian Oliver Ivan Glanzmann el 26 de mayo de 1975 en Basilea, Suiza) es el vocalista de la banda de folk metal Eluveitie. También toca la mandola, la flauta tin whistle y la gaita en la banda Branâ Keternâ.

## Equipo
- Voz / Shure SM58
- Mandola (Decombe)
- Tin whistle
- Gaita irlandesa
- Gaita
- Guitarra acústica
- Bodhrán

## Discografía

### Con Eluveitie
- Vên
- Spirit
- Slania
- Evocation I - The Arcane Dominion
- Everything Remains (As It Never Was)
- Helvetios
- Origins
- Evocation II - Pantheon
- Ategnatos

### Con Folkearth
- A Nordic Poem

### Con Branâ Keternâ
- Jod

### Con Môr Cylch
- Craic

### Como invitado o músico de sesión
- 2012: 69 Chambers - Torque (voz en la canción número 1)[1]
- 2012: Blutmond - The Revolution Is Dead![1]
- 2013: Caladmor - Of Stones and Stars (tin whistle y gaita irlandesa)[1]
- 2014: Die Apokalyptischen Reiter - Tief.Tiefer - "Auf die Liebe" (flauta)[1]